# 擬櫛圓盾介殼蟲
擬櫛圓盾介殼蟲（学名：Abgrallaspis cyanophylli）为盾介殼蟲科圓盾介殼蟲屬下的一个种。